# Коростелёв, Сергей Петрович
Сергей Петрович Коростелёв (20 сентября 1923 год, Чусовской район, Пермская область — дата смерти неизвестна, Талгар, Алма-Атинская область, Казахстан) — старший слесарь обогатительной фабрики № 2 объединения «Якуталмаз» Министерства цветной металлургии СССР, Якутская АССР. Герой Социалистического Труда (1971). Почётный гражданин города Мирный.
Родился в 1923 году в крестьянской семье в Чусовском районе. Участвовал в Великой Отечественной войне. После демобилизации работал слесарем, мастером на обогатительной фабрике «Уралалмаз». С 1957 года — слесарь, старший слесарь на обогатительной фабрике № 2 объединения «Якуталмаз».
За выдающиеся успехи, достигнутые в развитии цветной металлургии удостоен звания Героя Социалистического Труда указом Президиума Верховного Совета СССР от 30 марта 1971 года c вручением ордена Ленина и золотой медали «Серп и Молот».
Умер в городе Талгар, Казахстан.